# Penolih
Penolih is een bestuurslaag in het regentschap Purbalingga van de provincie Midden-Java, Indonesië. Penolih telt 3070 inwoners (volkstelling 2010).